# Centre historique de Florence
Le centre historique de Florence est un espace urbain au patrimoine architectural et artistique exceptionnel qui apporte le riche témoignage d'une puissante cité marchande du XIVe au XVIIe siècle.

## Description
Il symbolise le berceau de la Renaissance qui aura une influence prépondérante sur le développement de l'architecture et des arts en Italie puis en Europe. Il est reconnu par l'Unesco en 1982 au titre de patrimoine mondial de l'humanité.
On peut y visiter :
- le Ponte Vecchio ;
- la Piazza del Duomo avec la cathédrale Santa Maria del Fiore, le campanile de Giotto et le Baptistère Saint-Jean ;
- la Basilique Santa Maria Novella, son couvent, ses cloîtres, sa pharmacie ;
- la Basilique San Lorenzo de Florence, avec les chapelles des Médicis, la bibliothèque Laurentienne ;
- la Piazza della Signoria avec le Palazzo Vecchio, la Loggia des Lanzi, la Galerie des Offices, la Piazzale degli Uffizi ;
- la Piazza della  Santissima Annunziata ;
- le Palais Medici-Riccardi ;
- la Basilique Santa Croce de Florence ;
- le Complexe de San Marco, le couvent, l'église, le musée, avec les œuvres de Fra Angelico et la proche Galerie de l'Académie ;
- le Diladdarno qui désigne le quartier de l'autre rive de l'Arno (Oltrarno), accessible, entre autres, par le Ponte Vecchio, on y trouve la Basilique Santo Spirito, l'église Santa Maria del Carmine, la Basilique San Miniato al Monte ;
- la Maison de Dante, etc.

## Historique du site
Florence fut construite sur le site d’un établissement étrusque et à l’emplacement de la dernière colonie romaine de Florentia (fondée en 59 av. J.-C.). Cette ville toscane devint le symbole de la Renaissance au début de la période des Médicis (entre le XVe et le XVIe siècle), atteignant des niveaux de développement économiques et culturels extraordinaires. Le centre historique actuel couvre une superficie de 505 ha et est délimité par les vestiges des murs d’enceinte du XIVe siècle. Ces murs sont représentés par les portes, les tours et les deux places-fortes des Médicis, le fort de Saint-Jean-Baptiste au nord, communément appelée “da Basso”, et le fort de San Giorgio del Belvedere situé dans les collines au sud de la ville. L'Arno traverse la ville d’est en ouest et une série de ponts relient les deux rives, parmi lesquels le Ponte Vecchio et le pont Santa Trinita.

## Intégrité du site
Le centre historique de Florence comprend tous les éléments nécessaires pour exprimer sa valeur universelle exceptionnelle. Entourée des murs arnolfiens datant du XIVe siècle, la ville comprend le « quadrilatero romano » qui est formé de l’actuelle Plazza della Repubblica, des étroites rues pavées de la ville médiévale et de la ville Renaissance.
L’environnement urbain du centre historique demeure presque intact et les collines environnantes offrent un paysage parfait et harmonieux qui conserve ses caractéristiques toscane et ajoute à la valeur du bien.
Bon nombre des menaces qui pèsent sur le centre historique sont liées à l’impact du tourisme de masse, tel que la pollution de l’air due au trafic urbain, et à la diminution du nombre des habitants. Les catastrophes naturelles, en particulier les risques d’inondation, ont été identifiés comme étant une menace pour le patrimoine culturel et le paysage. Le plan de gestion de 2006 traite ce problème en définissant des mesures d’urgence à prendre en cas d’inondation.